# 国民体育大会高等学校野球競技 (鳥取県勢)
国民体育大会高等学校野球競技（硬式の部・軟式の部）における鳥取県勢の成績について記す。

## 硬式の部
- 出場経験校は米子東、鳥取西、八頭の3校である。
- 米子東が夏の甲子園ベスト4、選抜大会準優勝のチームでそれぞれ決勝進出を果たしているが優勝を逃している。
- 鳥取西が地元開催で、八頭が2回目の出場でそれぞれベスト4に進出している。

| 年度                 | 会場   | 代表校                  | 大会成績 |
| -------------------- | ------ | ----------------------- | --- |
| 1950年（第5回大会）  | 愛知県 | 米子東（初出場）        | 2回戦 2－6 瑞陵（愛知県） ※愛知商も後身校。                                                                                 |
| 1953年（第8回大会）  | 徳島県 | 鳥取西（初出場）        | 1回戦 0－1 中京商（愛知県） 延長11回                                                                                        |
| 1956年（第11回大会） | 兵庫県 | 米子東（6年ぶり2回目）  | 1回戦 3－1 西条（愛媛県） 延長11回 準決勝 1－0 県岐阜商（岐阜県） 延長10回 決勝 0－1 中京商（愛知県） 延長10回              |
| 1960年（第15回大会） | 熊本県 | 米子東（4年ぶり3回目）  | 1回戦 2－0 大宮（埼玉県） 天覧試合 2回戦 1－0 静岡（静岡県） 延長10回 準決勝 1－0 熊本商（熊本県） 決勝 0－3 北海（北海道） |
| 1985年（第40回大会） | 鳥取県 | 鳥取西（32年ぶり2回目） | 2回戦 12－7 甲西（滋賀県） 準決勝 0－3 宇部商（山口県）                                                                     |
| 1986年（第41回大会） | 山梨県 | 米子東（26年ぶり4回目） | 2回戦 1－7 沖縄水産（沖縄県）                                                                                               |
| 1993年（第48回大会） | 香川県 | 鳥取西（8年ぶり3回目）  | 2回戦 2－3 三本松（香川県） 延長16回                                                                                        |
| 1994年（第49回大会） | 愛知県 | 八頭（初出場）          | 2回戦 0－9 愛知（愛知県）                                                                                                   |
| 2014年（第69回大会） | 長崎県 | 八頭（20年ぶり2回目）   | 2回戦 2－1 八戸学院光星（青森県） 準決勝 6－20 明徳義塾（高知県）                                                           |

## 軟式の部
- 出場経験校は倉吉東、米子工、鳥取工、日野、境港総合技術の4校である。
- 鳥取工と根雨と米子工のベスト4が最高成績である。

| 年度                 | 会場   | 代表校                  | 大会成績                                                     |
| -------------------- | ------ | ----------------------- | ------------------------------------------------------------ |
| 1957年（第12回大会） | 静岡県 | 倉吉東（初出場）        | 1回戦 0－2 北海（北海道）                                    |
| 1959年（第14回大会） | 東京都 | 米子工（初出場）        | 1回戦 0－2 水戸商（茨城県）                                  |
| 1973年（第28回大会） | 千葉県 | 鳥取工（初出場）        | 2回戦 2－1 九州工（福岡県） 準決勝 0－1 双葉農（福島県）     |
| 1976年（第31回大会） | 佐賀県 | 根雨（初出場）          | 2回戦 2－1 佐賀農芸富士（佐賀県） 準決勝 0－1 六甲（兵庫県） |
| 1981年（第36回大会） | 滋賀県 | 米子工（22年ぶり2回目） | 2回戦 2－1 口加（長崎県） 準決勝 0－1 大津（山口県）         |
| 1985年（第40回大会） | 鳥取県 | 境港工（初出場）        | 1回戦 0－4 夢前（兵庫県）                                    |